# Herpetineuron wichurae
Herpetineuron wichurae là một loài Rêu trong họ Thuidiaceae. Loài này được (Broth.) Cardot mô tả khoa học đầu tiên năm 1905.